# Gonomyia reclinata
Gonomyia reclinata är en tvåvingeart som beskrevs av Alexander 1962. Gonomyia reclinata ingår i släktet Gonomyia och familjen småharkrankar. Inga underarter finns listade i Catalogue of Life.